# Peugeot J7
Der J7 bzw. J9 ist ein stirnsitziger Kleintransporter von Peugeot mit Frontmotor und Frontantrieb. Vorgänger des J7 war der Peugeot D4. Von 1965 bis 1980 wurde der J7 gebaut, nach einer größeren Überarbeitung und Modernisierung der Karosserie wurde das Fahrzeug als J9 bis 1991, in Lizenzbau durch Karsan in der Türkei bis 2006 produziert. Für den J7 gibt es keinen direkten Nachfolger, allerdings wurde ab 1981 im gleichen Segment der größere und modernere J5 angeboten.
Die Konstruktion des J7 ermöglichte neben den üblichen Kastenwagen, Kombi und Pick-up-Varianten ab Werk diverse andere Aufbauten wie z. B. Krankenwagen einschließlich Fahrgestellverlängerungen von verschiedenen Karosseriebauunternehmen wie z. B. Heuliez. Der Kastenwagen hat eine 2970 mm lange Ladefläche. Die Busausführung hat 14 Sitzplätze, wobei es auch eine Schulbus-Variante mit 29 Kindersitzplätzen gibt.
Die wassergekühlten Motoren reichen beim J7 von 1,5 bis 1,8 Liter Hubraum (Benzin) bzw. von 1,9 bis 2,3 Liter (Diesel), die Leistung von 48 bis 66,5 PS. Das Leergewicht beträgt 1,8 t. Der Laderaum in der geschlossenen Lieferwagenvariante beträgt 8,7 m³.
Beim J9 reichen die Motoren von 1,6 bis 2,4 Liter, die Leistungen von 66 bis 75 PS. Der Laderaum ist genauso groß wie beim J7, das Gesamtgewicht beim serienmäßigen 1400 beträgt 2,8 t, beim 1800 3,5 t, bei einem Leergewicht je nach Typ von maximal 1,7 t.

## Bildergalerie

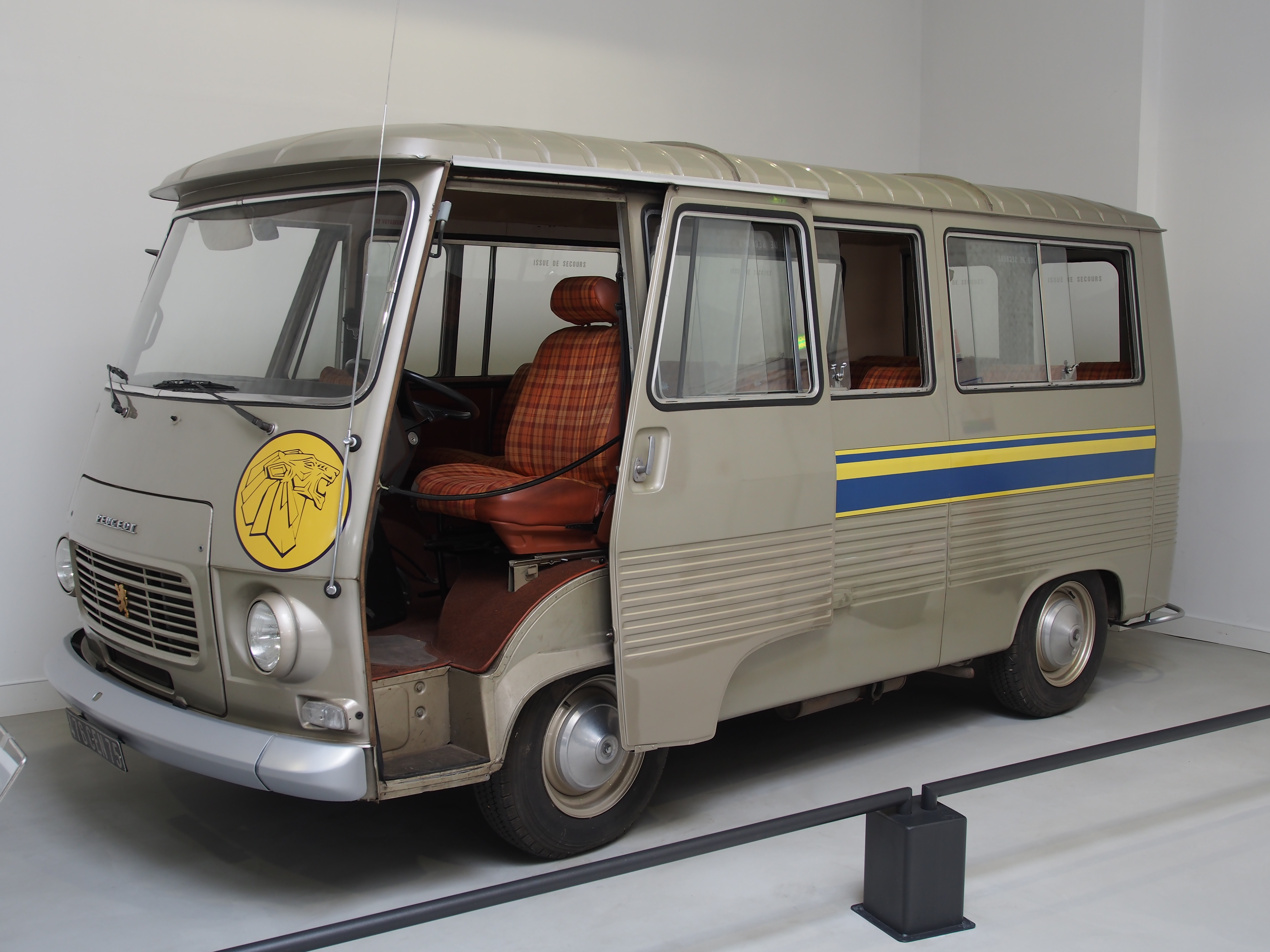
Busausführung
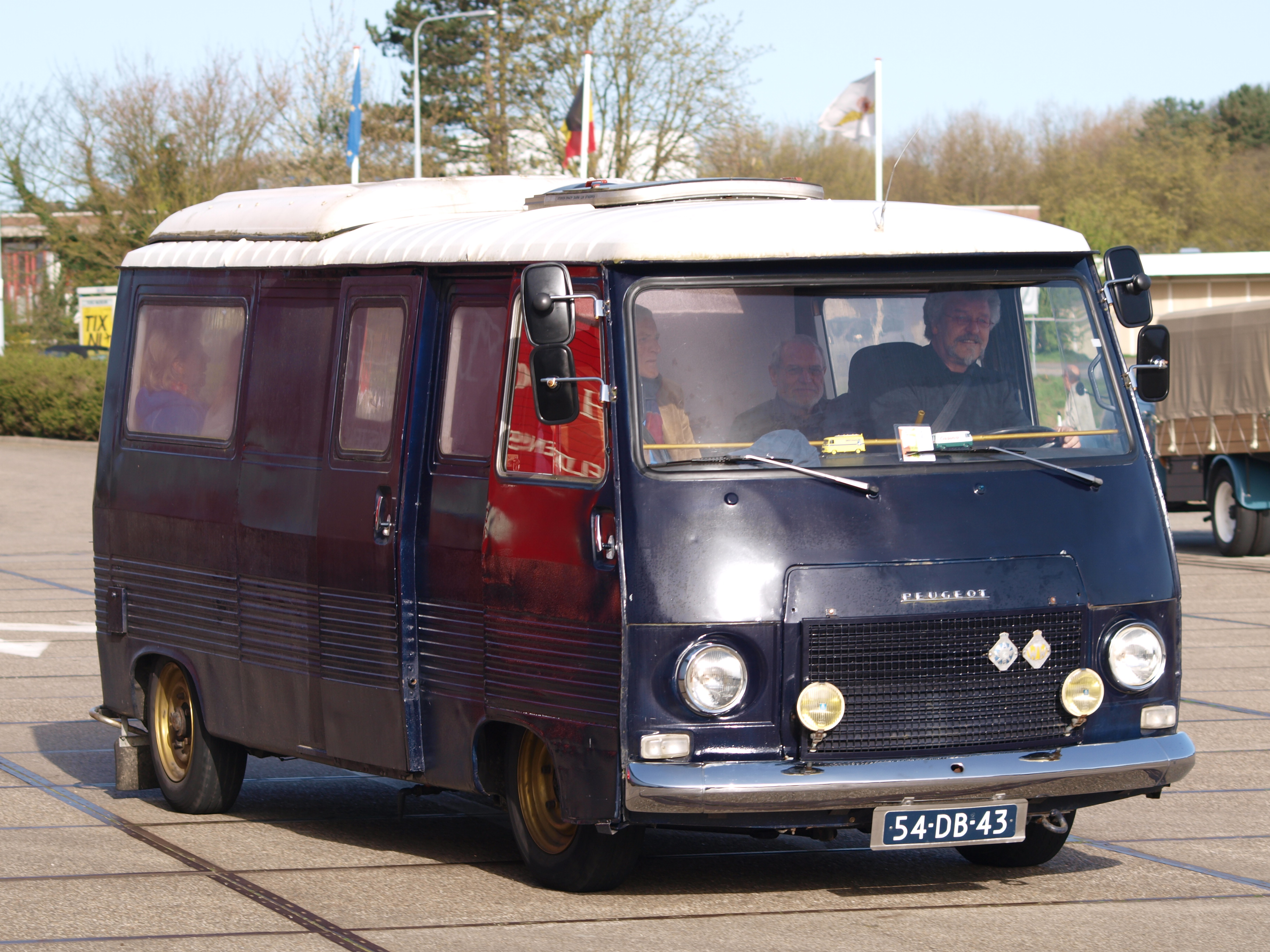
J7 Serie I
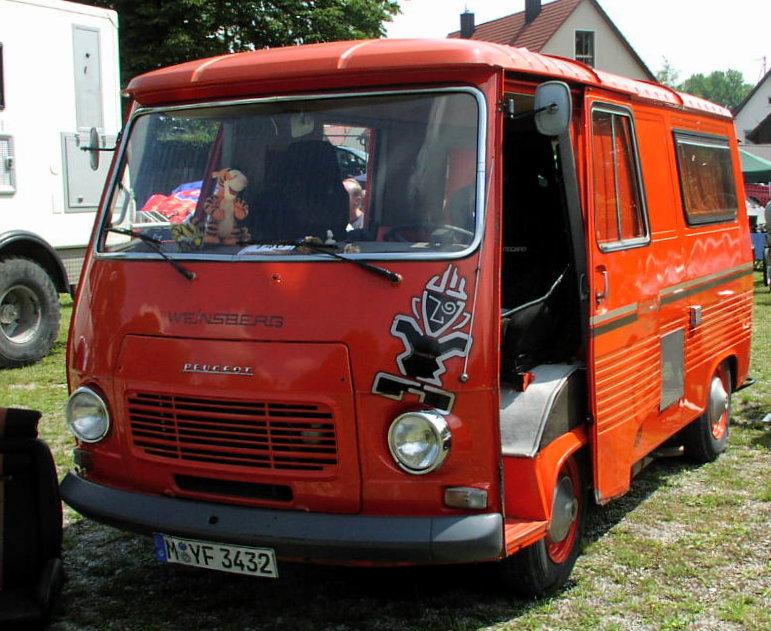
J7 Serie II mit serienmäßigen Schiebetüren
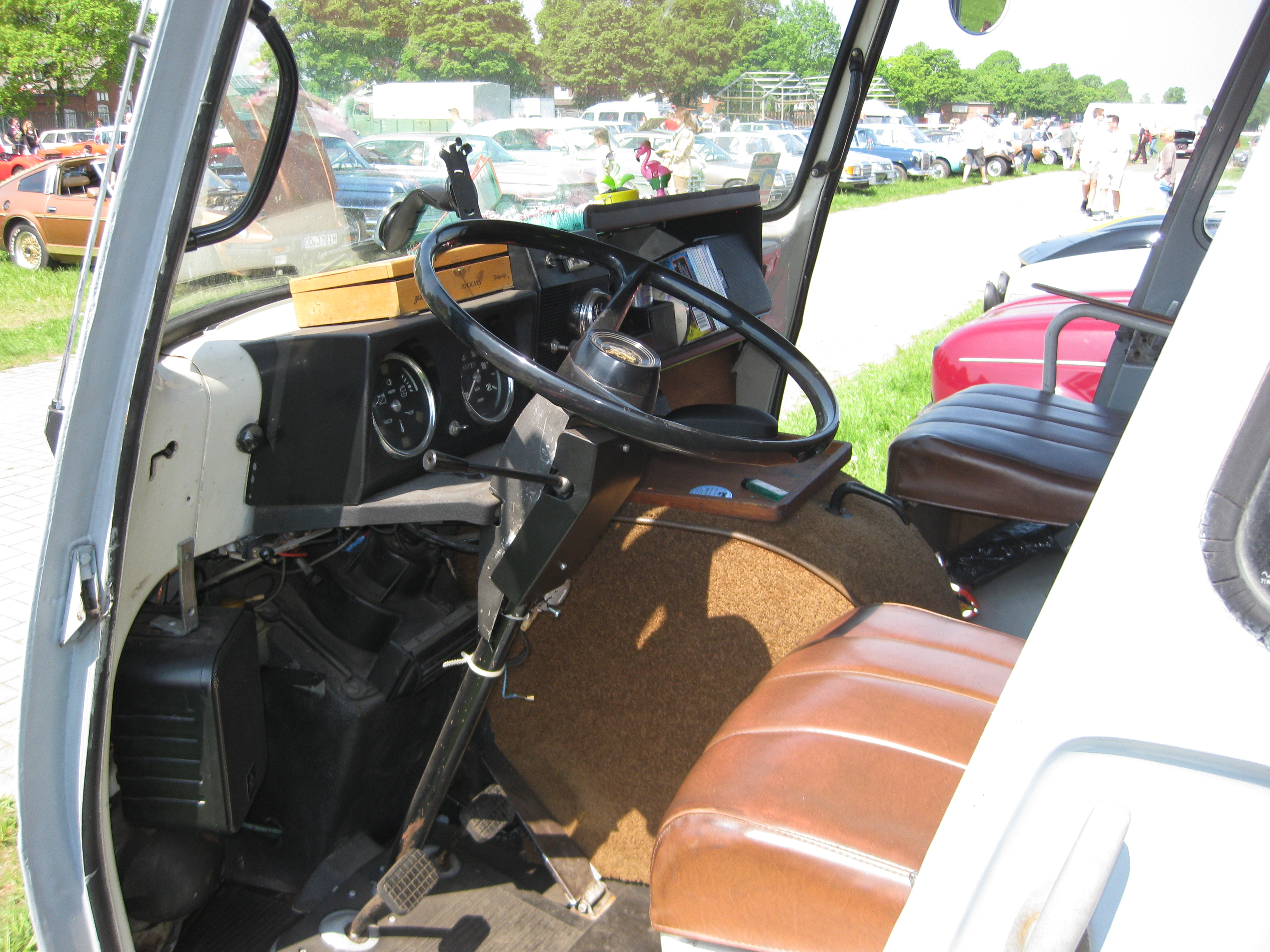
Blick in den Innenraum
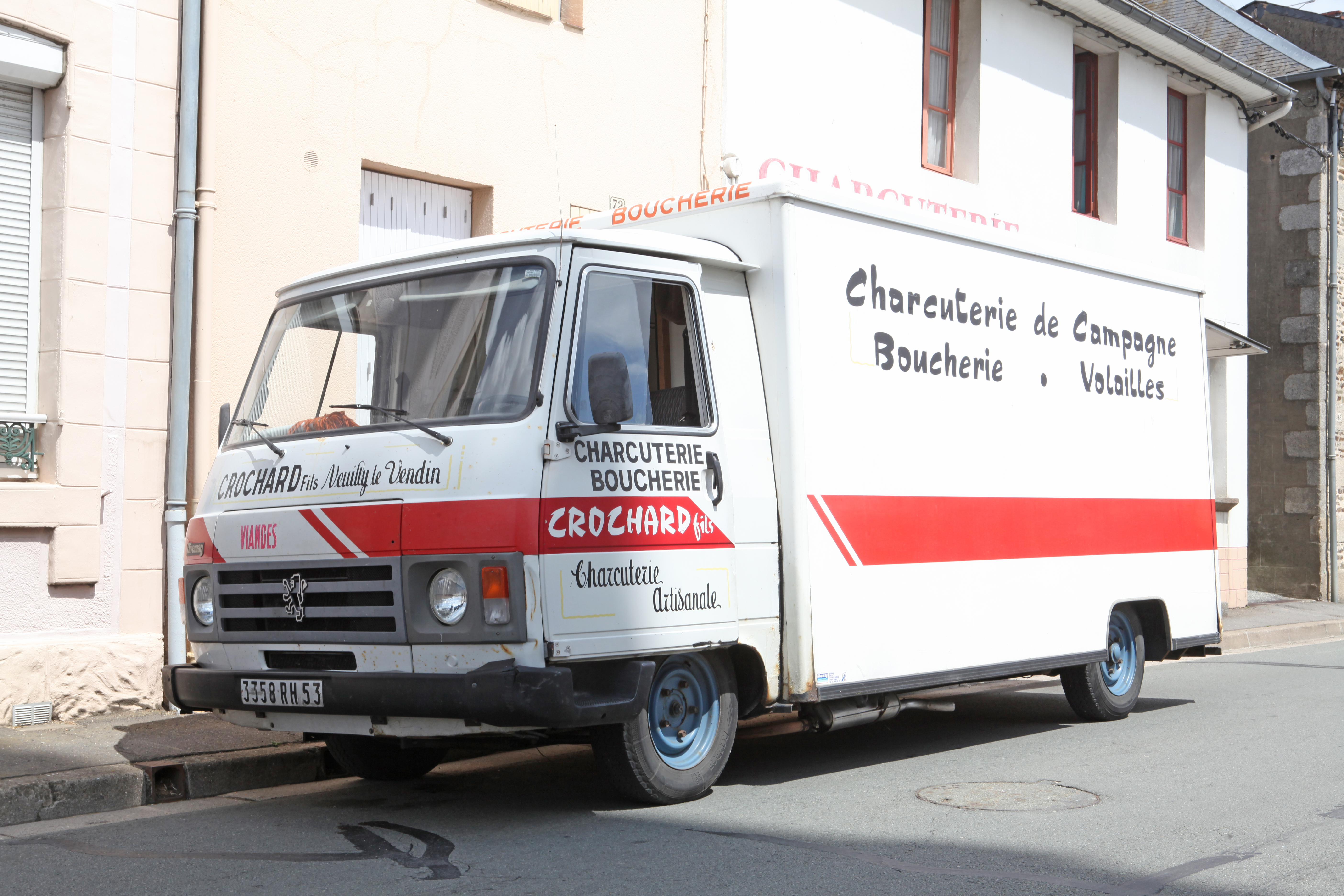
J9 1981–1989
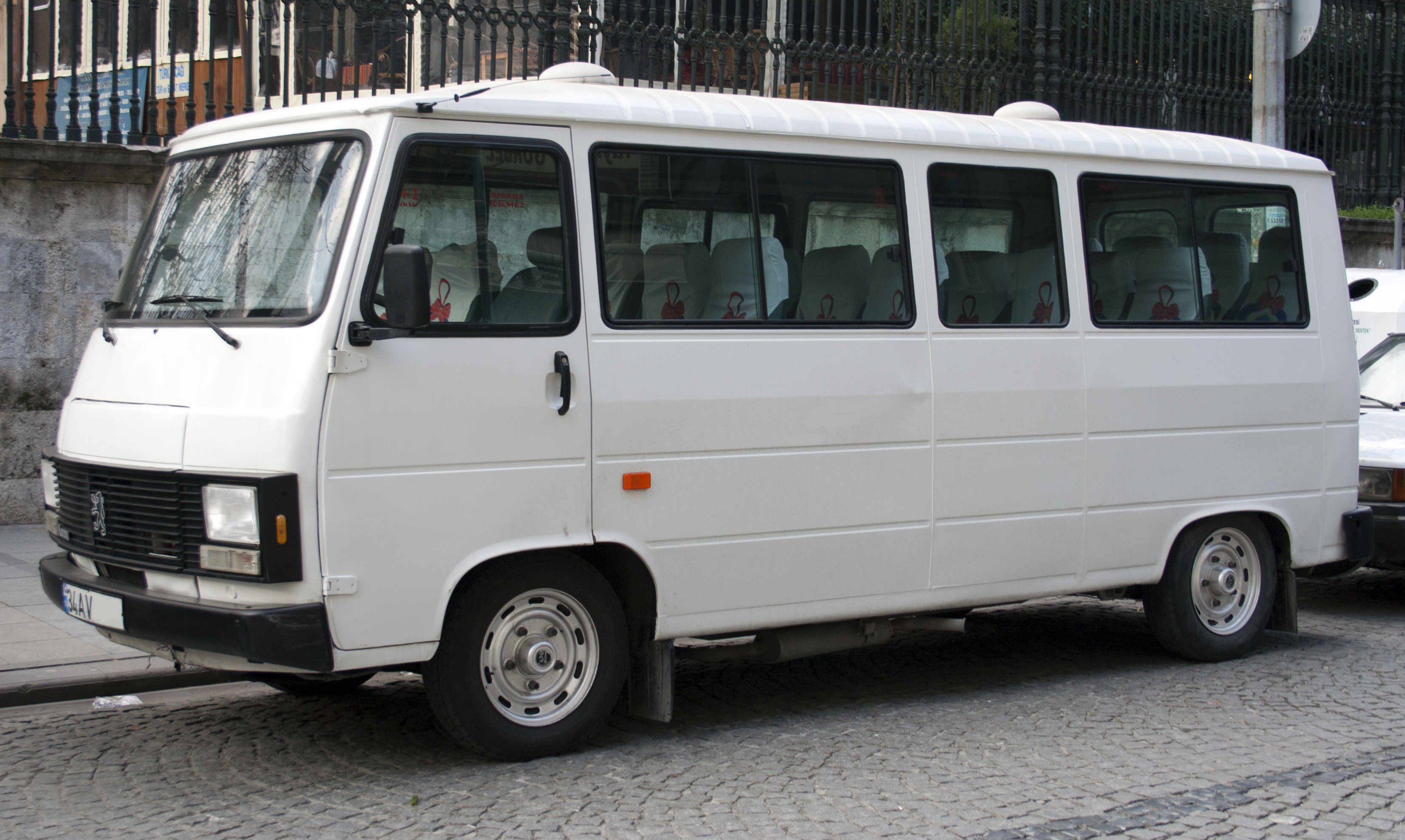
J9 als Lizenzbau von Karsan 1991–2006